# 夜空の太陽
「夜空の太陽」（よぞらのたいよう）は、日本のバンド・フラワーカンパニーズの23枚目のシングル。

## 解説
- シングル作品としては前作より約7ヶ月ぶりのリリース。
- 初回生産限定盤と通常盤の2形態で発売。

## 収録曲
1,2作曲・全編曲：フラワーカンパニーズ

### 通常盤
1. 夜空の太陽 (4:10)
作詞：鈴木圭介
アニメ「宇宙兄弟」エンディングテーマ
2. アンテな (2:35)
作詞：鈴木圭介
リリース前からツアーで披露されていた。
3. 失格 (2013 Mix Ver.) (5:01)
作詞・作曲：橘いずみ
橘いずみ(現・和)の同名曲のカバー。2011年に発売された「モテキ的音楽のススメ～Covers for MTK Lovers編」に収録されていたものを新たにミックスし直したものである。

### 初回限定盤
1. 夜空の太陽 (4:10)
2. アンテな (2:35)
3. 失格 (2013 Mix Ver.) (5:01)
4. 夜空の太陽 (TV Mix)  (1:29)

## 初回特典DVD
- 「ハッピーエンド」ツアー追加公演東京日比谷野外大音楽堂ライブ<「深夜高速」含む>映像ダイジェスト(2013.04.21 at東京日比谷野外大音楽堂)

## 収録アルバム
- 新・フラカン入門 (2008-2013)